# Lucy Mazel
Lucy Mazel, née le 11 août 1986 à Aurillac (Cantal, France) est une dessinatrice française de bande dessinée.

## Biographie
Lucy Mazel est diplômée de l'école Émile-Cohl en 2009. Elle commence sa carrière d'autrice la même année aux éditions Petit à petit, avec le recueil des Poèmes érotiques, un ouvrage collectif qui rassemble plus de vingt-cinq poèmes, du Moyen Âge au début du XXe siècle. L'année suivante, elle illustre sous le pseudonyme de Luky, un livre aux éditions Soleil scénarisé  par Audrey Alwett, intitulé La Danseuse Papillon. En 2011, elle participe au troisième album des Nouvelles Aventures du Petit Prince chez Glénat, sur un scénario de Guillaume Dorison. Puis en 2012, un Docu-BD chez Casterman titré Les Dieux de l'Olympe avec Béatrice Bottet.
Après ces expériences, elle contacte Wilfrid Lupano, la rencontre se déroule bien et de leur collaboration naît en 2015 Les Éléphants rouges, un tome de la série Communardes !. En 2017, elle dessine le one shot Edelweiss aux éditions Vents d'Ouest. Cet album écrit par Cédric Mayen, est plébiscité par la critique[source insuffisante]. Il met en scène la belle histoire d'amour d'un couple à travers les épreuves de la vie, ses drames et ses joies, avec comme trame de fond les Alpes. Le style graphique de Lucy Mazel se trouve être parfait pour ce récit, jonglant entre les superbes planches de montagnes et les moments plus intimes.
En 2020, elle dessine la série Olive sur scénario de Véro Cazot, mettant en scène une adolescente oscillant entre le monde réel et son univers intérieur. Prévue en quatre tomes et publiée dans le journal Spirou, la sortie du premier album est masquée par la pandémie de Covid-19, puisqu’il sort quelques jours avant le premier confinement de mars 2020 en France, qui voit le pays s'arrêter et les librairies fermer. Il marque néanmoins, car, outre les critiques très positives, mettant notamment en avant le magnifique dessin en couleur directe de Lucy Mazel, celui-ci se retrouve dans la sélection officielle du Festival d'Angoulême 2021, dans la catégorie « jeunesse 12-16 ans ». En juin 2021, Olive est nommée aux Prix Eisner, décernés par des professionnels de la bande dessinée américaine et remis lors du festival Comic-Con de San Diego.

## Style
Lucy Mazel pratique la couleur directe sur ses planches. Pour la série Olive, Elle peint à l'aquarelle directement sur son crayonné. Puis encre au stylo à bille dans un premier temps puis au crayon noir Polychromos et rehausse les couleurs à la gouache. Une technique qui lui permet d'utiliser de moins en moins Photoshop.

## Œuvre

### Dessinatrice
Communardes !
- 2 Les Éléphants rouges, Vents d'Ouest, 2015
Scénario : Wilfrid Lupano - Dessin et couleurs : Lucy Mazel -  (ISBN 978-2-7493-0709-1)

La Danseuse papillon (One shot)
- 1 La Danseuse papillon, Soleil Productions, 2010
Scénario : Audrey Alwett - Dessin : Lucy Mazel (sous le pseudonyme de Luky) -  (ISBN 978-2-302-01448-0)

Edelweiss (One shot)
- 1 Edelweiss, Vents d'Ouest, 2017
Scénario : Cédric Mayen - Dessin et couleurs : Lucy Mazel -  (ISBN 978-2-7493-0814-2)

Olive
- 1 Une lune bleue dans la tête, Dupuis, 2020
Scénario : Véro Cazot - Dessin et couleurs : Lucy Mazel -  (ISBN 978-2-8001-7498-3)
- 2 Allô la Terre ?, Dupuis, 2021
Scénario : Véro Cazot - Dessin et couleurs : Lucy Mazel -  (ISBN 9791034739462)
- 3 Sur les traces du Nerpa, Dupuis, 2021
Scénario : Véro Cazot - Dessin et couleurs : Lucy Mazel -  (ISBN 9791034751266)
- 4 Retour sur Terre, Dupuis, 2023
Scénario : Véro Cazot - Dessin : Lucy Mazel - (ISBN 979-1-0347-5436-6)

### Collectif
Héro(ïne)s, la représentation féminine en bande-dessinée (One shot)
- 1 Héro(ïne)s, la représentation féminine en bande-dessinée, Lyon BD festival, 2016
Scénario : Jean-Christophe Deveney et Isabelle Guillaume - Dessin et couleurs : Collectif -  (ISBN 978-2-9547148-5-1)

Le Petit Prince
- 3 La Planète de la musique, Glénat, 2011
Scénario : Didier Convard et Guillaume Dorison - Dessin : Griffo, Lucy Mazel et Jérôme Benoît - Couleurs : Paul Drouin -  (ISBN 978-2-7234-8191-5)

Poèmes érotiques (One shot)
- 1 Poèmes érotiques, Petit à petit, 2009
Scénario, dessin et couleurs : Collectif -  (ISBN 978-2-84949-180-5)